# Jan Moszyński (1902–1943)

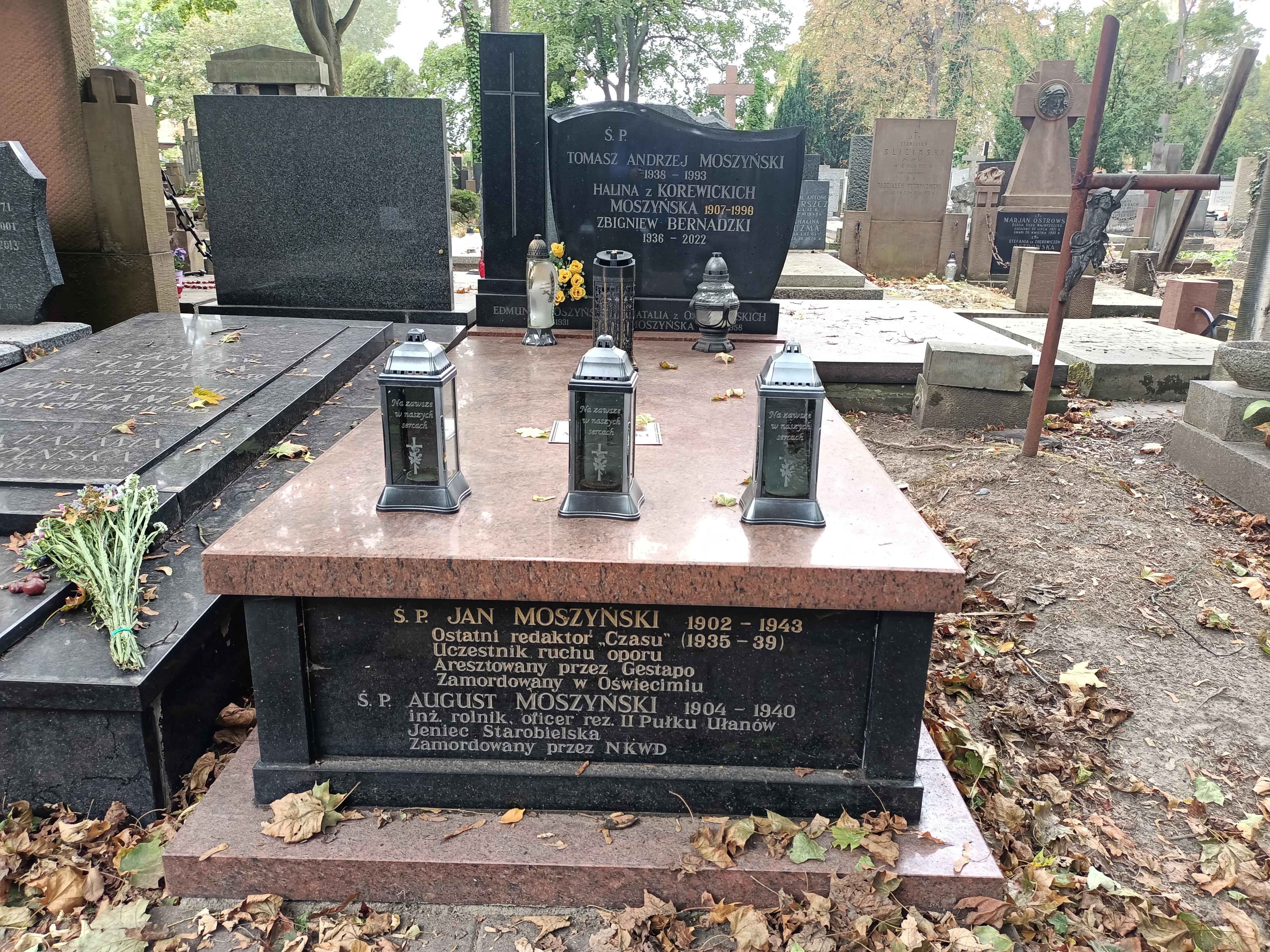
Grób Jana Moszyńskiego na Cmentarzu Powązkowskim

Jan Moszyński ps. Mielnicki (ur. 18 lipca 1902 roku w Gordzienicach – rozstrzelany 28 czerwca 1943 roku w Auschwitz) – doktor praw, dziennikarz, redaktor naczelny "Czasu", kierownik propagandy ZWZ-AK.
Aresztowany na początku 1943 roku, osadzony na Pawiaku, wywieziony do obozu w Oświęcimiu. Pochowany symbolicznie na cmentarzu Powązkowskim (kwatera 257a-1-12).